# Bataille d'Ölper (1809)
Pour les articles homonymes, voir Bataille d'Ölper.
 (octobre 2022).
La mise en forme du texte ne suit pas les recommandations de Wikipédia : il faut le « wikifier ».
Les points d'amélioration suivants sont les cas les plus fréquents. Le détail des points à revoir est peut-être précisé sur la page de discussion.
- Les titres sont pré-formatés par le logiciel. Ils ne sont ni en capitales, ni en gras.
- Le texte ne doit pas être écrit en capitales (les noms de famille non plus), ni en gras, ni en italique, ni en « petit »…
- Le gras n'est utilisé que pour surligner le titre de l'article dans l'introduction, une seule fois.
- L'italique est rarement utilisé : mots en langue étrangère, titres d'œuvres, noms de bateaux, etc.
- Les citations ne sont pas en italique mais en corps de texte normal. Elles sont entourées par des guillemets français : « et ».
- Les listes à puces sont à éviter, des paragraphes rédigés étant largement préférés. Les tableaux sont à réserver à la présentation de données structurées (résultats, etc.).
- Les appels de note de bas de page (petits chiffres en exposant, introduits par l'outil «  Source ») sont à placer entre la fin de phrase et le point final[comme ça].
- Les liens internes (vers d'autres articles de Wikipédia) sont à choisir avec parcimonie. Créez des liens vers des articles approfondissant le sujet. Les termes génériques sans rapport avec le sujet sont à éviter, ainsi que les répétitions de liens vers un même terme.
- Les liens externes sont à placer uniquement dans une section « Liens externes », à la fin de l'article. Ces liens sont à choisir avec parcimonie suivant les règles définies. Si un lien sert de source à l'article, son insertion dans le texte est à faire par les notes de bas de page.
- La présentation des références doit suivre les conventions bibliographiques. Il est recommandé d'utiliser les modèles {{Ouvrage}}, {{Chapitre}}, {{Article}}, {{Lien web}} et/ou {{Bibliographie}}. Le mode d'édition visuel peut mettre en forme automatiquement les références.
- Insérer une infobox (cadre d'informations à droite) n'est pas obligatoire pour parachever la mise en page.

Pour une aide détaillée, merci de consulter Aide:Wikification.
Si vous pensez que ces points ont été résolus, vous pouvez retirer ce bandeau et améliorer la mise en forme d'un autre article.
Cinquième Coalition
Batailles
Campagne d'Allemagne et d'Autriche
- Sacile
- Teugen-Hausen
- Raszyn
- Abensberg
- Landshut
- Eckmühl
- Ratisbonne
- Neumarkt
- Radzymin (en)
- Caldiero
- Dalmatie
- Ebersberg
- Piave
- Malborghetto
- Linz (en)
- Essling
- Sankt Michael
- Stralsund
- Raab
- Gratz
- Wagram
- Korneuburg
- Stockerau
- Gefrees (en)
- Hollabrunn
- Schöngrabern (en)
- Znaïm
- Ölper

Batailles navales
- Martinique
- Sables-d'Olonne
- Île d'Aix
- Walcheren
- Lissa
- Pelagosa

Campagne de l'île Maurice
- Sainte-Rose
- Saint-Paul
- Île Bonaparte
- Grand Port
- Île de France
- Tamatave

Campagne d'Espagne
Rébellion du Tyrol
La bataille d'Ölper se déroule le 1er août 1809 à Ölper, en Basse-Saxe, dans le cadre de la guerre de la cinquième coalition. Elle oppose les troupes du royaume de Westphalie, sous les ordres du général Jean-Jacques Reubell, à la Schwarze Schar commandée par le duc Frédéric-Guillaume de Brunswick-Wolfenbüttel. L'affrontement se solde par une victoire tactique des Schwarze Schar.

## Histoire
Après la blessure mortelle du duc Charles-Guillaume-Ferdinand de Brunswick lors de la bataille d'Auerstaedt en 1806, ce dernier désigne sur son lit de mort son fils Frédéric-Guillaume comme son successeur. Bien que le duché de Brunswick-Wolfenbüttel soit resté neutre dans le conflit contre la France, Napoléon déclare en 1807 que la maison de Brunswick a cessé de régner, brise le duché et l'incorpore au royaume de Westphalie sous le nom de département de l'Ocker.
Hostile à cette décision, Frédéric-Guillaume équipe 2000 soldats à ses frais et les offre, ainsi que ses services, à l'empereur François Ier d'Autriche lors de la convention de Vienne du 25 février 1809. En raison de leur uniforme noir, ces troupes sont appelées les Schwarze Schar (« Horde noire »). Après la bataille de Wagram, l'Autriche ayant fait la paix avec Napoléon, Frédéric-Guillaume décide de se sauver avec ses troupes par ses propres moyens à travers le nord de l'Allemagne pour s'embarquer en mer du Nord à destination de l'Angleterre et, du côté de l'Angleterre, continuer à lutter contre Napoléon. Après avoir vaincu un régiment d'infanterie westphalien à la bataille d'Halberstadt le 29 juillet, les Schwarze Schar et leur chef atteignent Brunswick le 31 juillet. Les troupes sont accueillies avec joie par la population, mais le matin suivant leur arrivée, Frédéric-Guillaume apprend qu'une division westphalienne de 5000 hommes commandée par le général Jean-Jacques Reubell s'approche du nord de la ville.

## La bataille

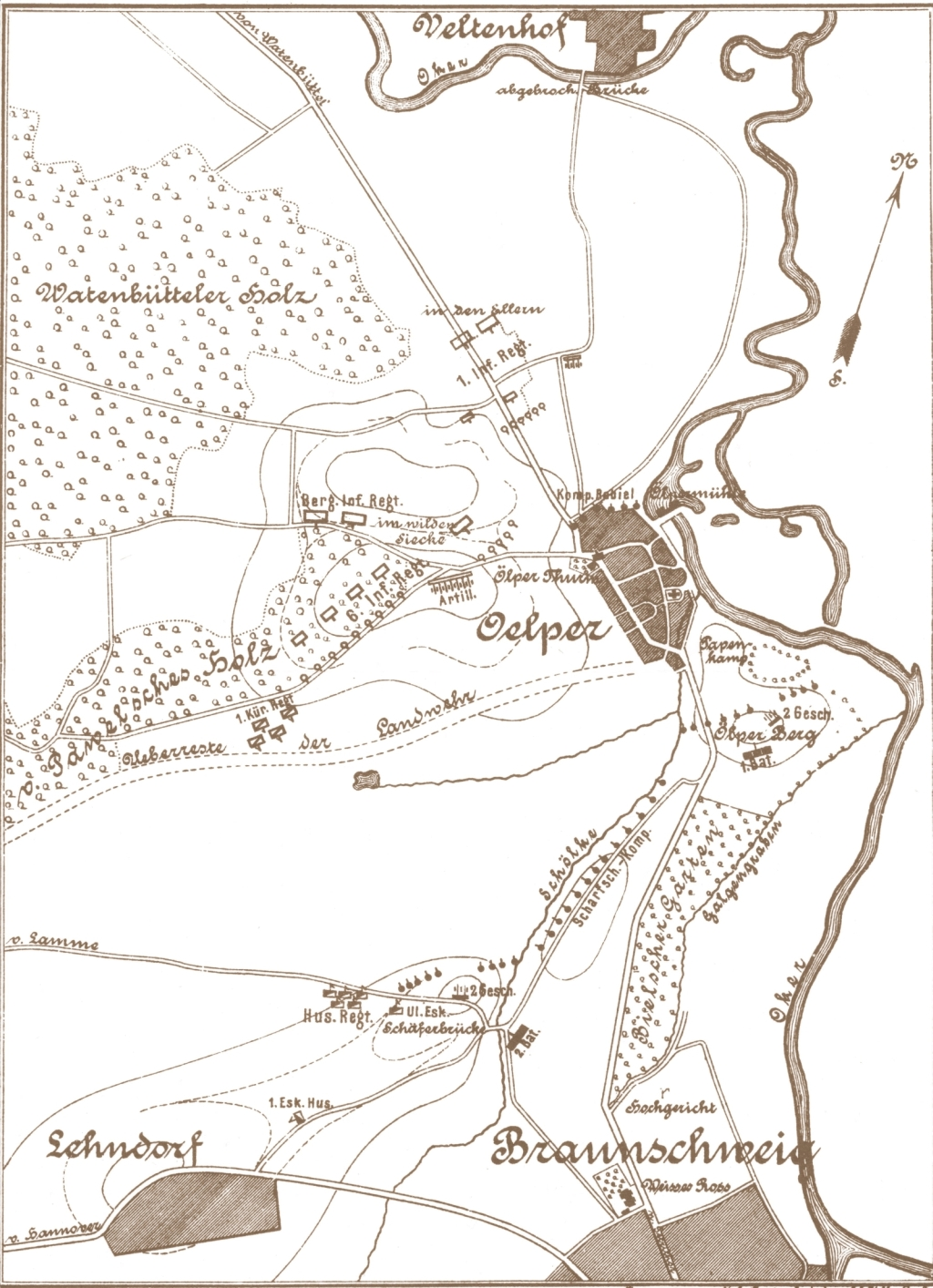
Carte de la bataille.

La Schwarze Schar est en infériorité numérique et est également menacée par une division hollandaise venant de Halberstadt. Afin de ne pas se retrouver coincé entre les deux divisions, le duc décide d'affronter les Westphaliens au nord de Brunswick, près du village d'Ölper, pour tenter une percée vers le nord.
Vers 14 h, la « Horde noire » se dirige vers Ölper, renforcée par environ 200 citoyens de Brunswick, qui s'équipent avec du matériel pillé à Halberstadt. Le commandant Korfes détruit les passages sur l'Oker, afin d'empêcher les attaques de flanc de l'ennemi.
Une heure plus tard, les troupes de Reubell apparaissent à Ölper. Les cuirassiers westphaliens, qui forment l'avant-garde, sont immédiatement pris pour cible et battent en retraite. Le 1er régiment d'infanterie westphalien avance maintenant sur le village d'Ölper. Frédéric-Guillaume se retire sur ces entrefaites avec ses troupes vers le sud et rassemble de l'artillerie sur une colline, d'où il peut espérer contrer l'attaque de l'infanterie adverse.
La Schwarze Schar mène ensuite une contre-attaque, conduite par le duc en personne ; le cheval de Frédéric-Guillaume est tué sous lui, mais lui-même reste indemne. En revanche, le capitaine von Rabiell, commandant des compagnies de tirailleurs, tombe. La Légion noire se retire progressivement, sans reprendre Ölper.
Une nouvelle attaque directe contre les Westphaliens échoue. La contre-attaque audacieuse contre les hussards noirs du major Schrader leur inflige cependant des dégâts et provoque une grande confusion dans les rangs westphaliens.
S'ensuit un duel d'artillerie qui se solde par la destruction d'un des canons de Brunswick, après quoi les combats s'interrompent sans autre péripétie notable. Alors que le duc planifie une attaque de nuit, Reubell ordonne à son armée d'évacuer le village d'Ölper.

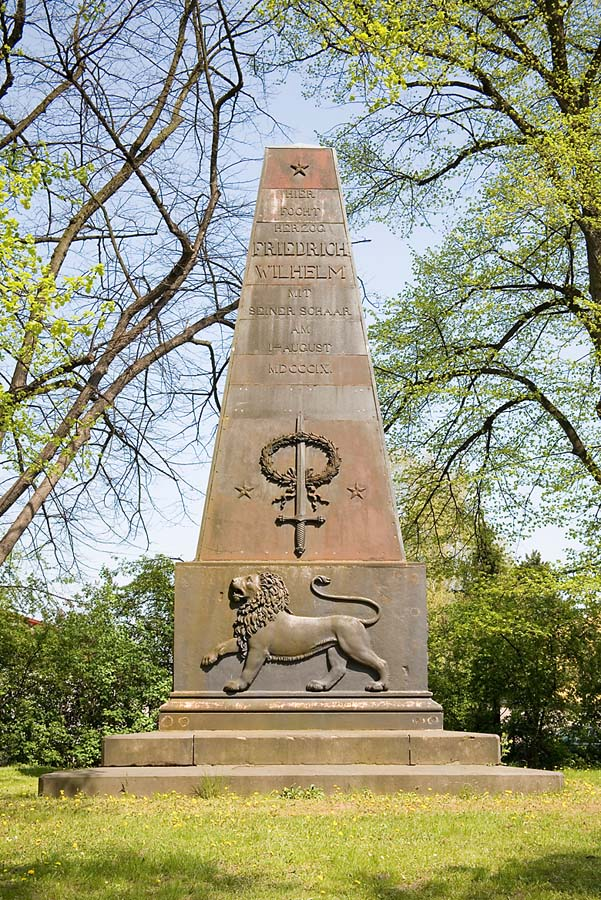
L'obélisque commémorant la bataille d'Ölper de 1809 dans la commune de Braunschweig-Ölper.

## Les pertes
Le bilan des pertes des troupes westphaliennes, numériquement très supérieures, est estimé entre 200 et 500 hommes. Les estimations des pertes des troupes de la légion de Brunswick varient de 40 (22 morts et 18 disparus) à 86 (24 morts et 62 blessés), mais il est possible qu'elles soient sous-estimées.

## Résultats et conséquences
Bien que Frédéric-Guillaume a, semble-t-il, commis quelques erreurs tactiques en évacuant Ölper puis en tentant de le reprendre, ayant une perspective insuffisante de sa position globale et ne commandant qu'une petite partie de ses troupes, les forces de Brunswick se sont battues courageusement contre un ennemi supérieur en nombre. Cela est dû en partie à la plus grande expérience de combat des troupes de Brunswick et à leur moral élevé, puisqu'elles avaient déjà vaincu un régiment westphalien à Halberstadt, mais aussi à l'hésitation du général Reubell. À la fin de la journée, les Westphaliens sont maîtres du champ de bataille, mais se retirent finalement d'Ölper à la tombée de la nuit sans avoir vaincu la « Horde noire », ni arrêté la poursuite de son mouvement vers la mer du Nord. Le 2 août, le corps de Brunswick reprend ainsi sa marche à travers Celle, Hanovre, Nienburg et Delmas, tout en étant poursuivi par les troupes de Reubell. Le 7 août, il atteint Elsfleth, d'où il est expédié à Heligoland, puis à l'île de Wight. Les troupes du duc Frédéric-Guillaume entrent au service du Royaume-Uni et combattent de 1810 à 1814 sous le commandement de Wellington dans la guerre de la péninsule Ibérique. Le général Reubell est démis de ses fonctions par Napoléon en raison de son échec, mais il s'enfuit en Amérique avant de pouvoir être traduit en justice.
En 1824 et 1833, le duc Charles II et le duc Guillaume, fils du duc noir, décernent une croix d'honneur aux participants de l'expédition de 1809.